# Дячківка
Дя́чківка —  село в Україні, у Берестинському районі Харківської області. Населення становить 216 осіб. Орган місцевого самоврядування — Старовірівська сільська рада.

## Географія
Село Дячківка знаходиться на правому березі річки Берестова, вище за течією на відстані 1 км розташоване село Шевченкове, нижче за течією на відстані 2 км розташоване село Калинівка, на протилежному березі - село Березівка. Річка в цьому місці сильно заболочена, утворює лимани, стариці і озера.

## Історія
- 1738 - побудована Орловська фортеця Української Лінії.

## Економіка
- Свино-товарна ферма.

## Об'єкти соціальної сфери
- Фельдшерсько-акушерський пункт.
- 2 магазини.

## Пам'ятки
- Залишки Орловської фортеці Української Лінії і оборонного валу.

## Особистості
В селі народився Бутенко Григорій Прокопович — український радянський партійний діяч, депутат Верховної Ради УРСР.